# Welcome to My Nightmare
Welcome to My Nightmare är ett musikalbum av Alice Cooper, släppt 1975. Albumet var det första med Alice Cooper solo då rockbandet Alice Cooper brutit upp året innan.
Det här albumet brukar ofta räknas som ett av Coopers bästa och mer fokuserade soloalbum. Här finns hårdrock i samma anda som tidigare, men en av de mest uppmärksammade låtarna från albumet blev balladen "Only Women Bleed". Albumet blev femma på Billboards albumlista.

## Låtlista
(upphovsman inom parentes)
1. "Welcome to My Nightmare" (Alice Cooper/Dick Wagner) – 5:19
2. "Devil's Food" (Alice Cooper/Dick Wagner) – 3:38
3. "The Black Widow" (Alice Cooper/Bob Ezrin/Dick Wagner) – 3:37
4. "Some Folks" (Alice Cooper/Bob Ezrin/Alan Gordon) – 4:19
5. "Only Women Bleed" (Alice Cooper/Dick Wagner) – 5:59
6. "Department of Youth" (Alice Cooper/Bob Ezrin/Dick Wagner) – 3:18
7. "Cold Ethyl" (Alice Cooper/Bob Ezrin) – 2:51
8. "Years Ago" (Alice Cooper/Dick Wagner) – 2:51
9. "Steven" (Alice Cooper/Dick Wagner) – 5:52
10. "The Awakening" (Alice Cooper/Bob Ezrin/Dick Wagner) – 2:25
11. "Escape" (Mark Anthony/Alice Cooper/Kim Fowley) – 3:20

## Listplaceringar
| Lista (1975)   | Position             |
| -------------- | -------------------- |
| Finland        | 23                   |
| Kanada         | 4 (RPM)              |
| Nya Zeeland    | 24                   |
| Storbritannien | 19 (UK Albums Chart) |
| USA            | 5 (Billboard 200)    |